# José Javier Hombrados
José Javier Hombrados Ibáñez (* 7. April 1972 in Madrid, Spanien) ist ein ehemaliger spanischer Handballtorwart. Er spielte zuletzt für den spanischen Klub BM Guadalajara und lief für die spanische Nationalmannschaft auf. Seit der Saison 2015/16 ist er Rekordspieler der Liga ASOBAL.

## Karriere

### Verein
José Hombrados begann bei BM Safa mit dem Handballspiel. Seine ersten Ligaspiele in der spanischen Liga ASOBAL bestritt er für Atlético Madrid, wo er 1991 erstmals ins Finale der Copa del Rey de Balonmano einzog. 1993 ging er zu CB Cantabria Santander. Hier gewann er 1994 die spanische Meisterschaft sowie die EHF Champions League und 1995 die Copa del Rey de Balonmano. Nach einem kurzen Intermezzo bei SD Teucro wechselte er Anfang 1996 zu Ademar León, wo er 1999 erneut die Copa ASOBAL sowie den Europapokal der Pokalsieger gewann. 2000 heuerte er bei SDC San Antonio und gewann dort 2001 die EHF Champions League, die Vereins-EM und die Copa del Rey de Balonmano sowie 2002 die spanische Meisterschaft.
2002 wechselte er zu BM Ciudad Real, wo er bis 2011 spielte. Hier gewann er die 2003 den Europapokal der Pokalsieger und die Copa del Rey de Balonmano, 2004 die spanische Meisterschaft und die Copa ASOBAL, 2005 die Copa ASOBAL und den spanischen Supercup, 2006 die EHF Champions League, die Vereins-EM und die Copa ASOBAL sowie 2007 die spanische Meisterschaft, die Copa ASOBAL und die Vereins-EM. 2008 folgte die spanische Meisterschaft, der spanische Pokal, der spanische Supercup, der Copa ASOBAL und die EHF Champions League. 2009 gewann er erneut die spanische Meisterschaft und die EHF Champions League. 2010 kam ein weiterer spanischer Meistertitel hinzu. 2011 bis 2013 hütete er das Tor von BM Atlético de Madrid, der die Liga-Lizenz von BM Ciudad Real übernahm. Beim IHF Super Globe 2013 spielte er für den katarischen Verein Qatari Al Sadd. Anschließend unterschrieb er einen Vertrag beim deutschen Bundesligisten HSG Wetzlar, um dort für einige Wochen Magnus Dahl zu vertreten. Nachdem er den Rest der Saison in Katar beim al-Sadd Sports Club verbracht hatte, kehrte er zur Saison 2014/15 nach Wetzlar zurück. Ab dem Sommer 2015 stand er bei BM Guadalajara unter Vertrag. Die Rückennummer des Mannschaftskapitäns entsprach in jeder Saison seinem Alter zu Saisonbeginn. Nach der Saison 2020/21 beendete Hombrados seine Karriere. Mit 29 Spielzeiten und 770 Spielen hält er die Rekorde für die Liga ASOBAL.
Hombrados ist neben den Feldspielern Nikola Karabatić, Siarhei Rutenka, Mateo Garralda und Michail Jakimowitsch der einzige Torhüter, der mit drei verschiedenen Mannschaften die EHF Champions League gewonnen hat.

### Nationalmannschaft
José Hombrados hat 260 Länderspiele für die spanische Nationalmannschaft bestritten und dabei ein Tor erzielt. Er gewann jeweils Bronze bei den Olympischen Spielen 1996 in Atlanta und bei den Olympischen Spielen 2008 in Peking, Silber bei den Europameisterschaften 1996 und 2006 sowie Gold bei der Weltmeisterschaft 2005. Bei der Weltmeisterschaft 2007 in Deutschland schied er mit Spanien bereits im Viertelfinale gegen Deutschland aus und belegte nur einen siebten Platz. Bei der Weltmeisterschaft 2011 errang er mit dem spanischen Team die Bronzemedaille. Zudem gewann er die Bronzemedaille bei den Mittelmeerspielen 2001.

## Erfolge

### Verein national
mit CB Cantabria Santander
- Spanischer Meister: 1994
- Spanischer Pokalsieger: 1995
- Copa ASOBAL: 1998

mit Ademar León
- Copa ASOBAL: 1999

mit BM Ciudad Real
- Spanischer Meister: 2004, 2007, 2008, 2009, 2010
- Spanischer Pokalsieger: 2003, 2008, 2011
- Copa ASOBAL: 2004, 2005, 2006, 2007, 2008, 2011
- Spanischer Supercup: 2005, 2008

mit Atlético Madrid
- Spanischer Pokalsieger: 2012, 2013

### Verein international
mit CB Cantabria Santander
- Champions League: 1994

mit Ademar León
- Europapokal der Pokalsieger: 1999

mit SDC San Antonio
- Champions League: 2001
- Vereins-Europameisterschaft: 2001

mit BM Ciudad Real
- Champions League: 2006, 2008, 2009
- Europapokal der Pokalsieger: 2002, 2003
- Vereins-Europameister: 2005, 2006, 2008
- Super Globe: 2007, 2010

mit Atlético Madrid
- Super Globe: 2012

### Nationalmannschaft
- Weltmeisterschaft: Gold 2005, Bronze 2011
- Olympische Spiele: Bronze 1996 und 2008
- Europameisterschaft: Silber  1996 und 2006
- Mittelmeerspiele: Bronze 2001

## Ehrungen
Im Jahr 2024 wurde er in die Hall of Fame Asobal aufgenommen.